# Pedro Vera
Pedro Vera Gómez (San Pedro del Pinatar, Múrcia, 1967) és dibuixant de còmic espanyol.
Va créixer amb historietes populars com "Mortadelo i Filemón", "Vampus" i "Rufus", així com Auraleón, Leo Durañona, José Ortiz, Richard Corben... El seu favorit, Jack Kirby, per adaptar al comic 2001: Una odissea de l'espai. En el seu imaginari tampoc falta el cinema, des de les pel·lícules del duo Bud Spencer/Terence Hill fins a les de Stanley Kubrick, David Lynch i Francis Ford Coppola.
En 1993 va rebre el premi al millor guió en el Concurs "Murcia Joven", i el 1994 guanyà el Concurs de Còmic Ciutat de Cornellà. Va ser fundador de la revista murciana "El tío Saín", i va col·laborar també en publicacions nacionals de l'època: "La Comictiva", "Kovalski Fly", "Annabel Lee" i "Subterfuge" (Subterfuge Records).
El treball de Pedro Vera va ser reconegut el 1995 en ser nominat a "Autor revelació" al Saló del Còmic de Barcelona. El 1996 va tornar a guanyar el Concurs "Murcia Joven" i va començar a publicar la seva sèrie "Ortega i Pacheco" al diari La Opinión de Múrcia. Un any després va col·laborar a la revista Ruta 66 i va continuar fent historietes per a "El tío Saín", creant per a aquesta en Nick Platino.
Des de 1998 dibuixa per El Jueves corrosives pàgines, normalment protagonitzades per les seves dues creacions més populars: Nick Platino i Ortega i Pacheco.
També ha participat en nombroses xerrades i exposicions, ha realitzat cartells, portades de discos (pack dels "Reis del crim" per a Manga Films), etc.
El seu estil és el dibuix en blanc i negre i traç gruixut, i de vegades inclouen muntatges entre fotos i dibuixos. En la seva labor exorcitza la societat actual, amb la telebasura en un lloc destacat, a cop de gag iconoclasta i surrealista.